# ويليام ك. فاولر
ويليام ك. فاولر (بالإنجليزية: William K. Fuller)‏ هو محامي وسياسي أمريكي، ولد في 24 نوفمبر 1792 في الولايات المتحدة، وتوفي في 11 نوفمبر 1883. حزبياً، نشط في الحزب الديمقراطي. وقد انتخب عضو مجلس النواب الأمريكي.